# NRW Trophy de 2018
NRW Trophy de 2018 foi a décima terceira edição do NRW Trophy, um evento anual de patinação artística no gelo de níveis sênior, júnior e noviço. A competição foi disputada entre os dias 10 de agosto e 12 de agosto, na cidade de Dortmund, Alemanha.

## Eventos
- Individual masculino
- Individual feminino
- Dança no gelo

## Medalhistas
| Evento                        | Ouro                                            | Prata                                         | Bronze                                      |
| Sênior                        |                                                 |                                               |                                             |
| Dança no gelo detalhes        | Katharina Müller · Tim Dieck · Alemanha         | Jasmine Tessari · Francesco Fioretti · Itália | Shari Koch · Christian Nüchtern · Alemanha  |
| Júnior                        |                                                 |                                               |                                             |
| Individual masculino detalhes | Nikita Starostin · Alemanha                     | Denis Gurdzhi · Alemanha                      | Jonathan Hess · Alemanha                    |
| Individual feminino detalhes  | Alexandra Feigin · Bulgária                     | Paulina Ramanauskaite · Lituânia              | Elodie Eudine · Alemanha                    |
| Dança no gelo detalhes        | Darya Popova · Volodymyr Byelikov · Ucrânia     | Lara Luft · Asaf Kazimov · Alemanha           | Irina Khavronina · Dario Chirizano · Rússia |
| Noviço avançado               |                                                 |                                               |                                             |
| Individual masculino detalhes | Anastasiia Sammel · Mykyta Pogorielov · Ucrânia | Mariia Pinchuk · Oleg Muratov · Ucrânia       | Vasilisa Grigoreva · Lev Sergeev · Rússia   |

## Resultados

### Sênior

#### Dança no gelo
| Pos.              | Nome                                 | Nacionalidade | Pontos | DR        | DL        |
| ----------------- | ------------------------------------ | ------------- | ------ | --------- | --------- |
| Medalha de ouro   | Katharina Müller / Tim Dieck         | Alemanha      | 163.31 | 64.02 (1) | 99.29 (1) |
| Medalha de prata  | Jasmine Tessari / Francesco Fioretti | Itália        | 157.90 | 63.39 (2) | 94.51 (2) |
| Medalha de bronze | Shari Koch / Christian Nüchtern      | Alemanha      | 151.38 | 62.84 (3) | 88.54 (4) |
| 4                 | Carolina Moscheni / Andrea Fabbri    | Itália        | 148.58 | 55.87 (4) | 92.71 (3) |

### Júnior

#### Individual masculino júnior
| Pos.              | Nome              | Nacionalidade | Pontos | PC        | PL         |
| ----------------- | ----------------- | ------------- | ------ | --------- | ---------- |
| Medalha de ouro   | Nikita Starostin  | Alemanha      | 163.39 | 54.32 (1) | 109.07 (1) |
| Medalha de prata  | Denis Gurdzhi     | Alemanha      | 155.19 | 51.65 (3) | 103.54 (2) |
| Medalha de bronze | Jonathan Hess     | Alemanha      | 144.71 | 51.29 (4) | 93.42 (3)  |
| 4                 | Daniel Sapoznikov | Alemanha      | 139.63 | 49.78 (5) | 89.85 (4)  |
| 5                 | Louis Weissert    | Alemanha      | 138.83 | 51.87 (2) | 86.96 (7)  |
| 6                 | Florian Paschke   | Alemanha      | 134.53 | 46.70 (6) | 87.83 (5)  |
| 7                 | Maxim Knorr       | Alemanha      | 125.28 | 38.15 (8) | 87.13 (6)  |
| 8                 | Kai Jagoda        | Alemanha      | 123.44 | 40.27 (7) | 83.17 (8)  |
| WD                | Ömer Efe Sayici   | Turquia       | —      | — (WD)    |            |

#### Individual feminino júnior
| Pos.              | Nome                  | Nacionalidade | Pontos | PC        | PL        |
| ----------------- | --------------------- | ------------- | ------ | --------- | --------- |
| Medalha de ouro   | Alexandra Feigin      | Bulgária      | 140.41 | 49.45 (1) | 90.96 (2) |
| Medalha de prata  | Paulina Ramanauskaite | Lituânia      | 137.69 | 43.22 (2) | 94.47 (1) |
| Medalha de bronze | Elodie Eudine         | Alemanha      | 115.49 | 39.20 (3) | 76.29 (3) |
| 4                 | Carolin Hess          | Alemanha      | 101.81 | 37.12 (4) | 64.69 (5) |
| 5                 | Kristina Grigorova    | Bulgária      | 98.32  | 32.07 (5) | 66.25 (4) |

#### Dança no gelo júnior
| Pos.              | Nome                                    | Nacionalidade | Pontos | DR         | DL         |
| ----------------- | --------------------------------------- | ------------- | ------ | ---------- | ---------- |
| Medalha de ouro   | Darya Popova / Volodymyr Byelikov       | Ucrânia       | 140.69 | 55.12 (1)  | 85.57 (1)  |
| Medalha de prata  | Lara Luft / Asaf Kazimov                | Alemanha      | 131.39 | 50.85 (3)  | 80.54 (2)  |
| Medalha de bronze | Irina Khavronina / Dario Chirizano      | Rússia        | 127.03 | 50.71 (4)  | 76.32 (3)  |
| 4                 | Emily Rose Brown / James Hernandez      | Reino Unido   | 124.21 | 53.58 (2)  | 70.63 (4)  |
| 5                 | Charise Matthaei / Maximilian Pfisterer | Alemanha      | 114.32 | 48.78 (5)  | 65.54 (5)  |
| 6                 | Anne-Marie Wolf / Max Liebers           | Alemanha      | 106.23 | 43.08 (7)  | 63.15 (6)  |
| 7                 | Anna Cherniavska / Volodymyr Gorovyy    | Ucrânia       | 102.98 | 43.44 (6)  | 59.54 (8)  |
| 8                 | Sofiia Lyzohub / Danylo Yefremenko      | Ucrânia       | 101.92 | 40.17 (8)  | 61.75 (7)  |
| 9                 | Lilia Schubert / Kieren Wagner          | Alemanha      | 90.14  | 34.51 (9)  | 55.63 (9)  |
| 10                | Jessica Palfreyman / Nicholas Mccreary  | Austrália     | 85.17  | 33.02 (11) | 52.15 (10) |
| 11                | Diana Kist / Sergey Gross               | Alemanha      | 82.37  | 33.48 (10) | 48.89 (11) |

### Noviço avançado

#### Dança no gelo noviço avançado
| Pos.              | Nome                                   | Nacionalidade | Pontos | DP1       | DP2       | DL        |
| ----------------- | -------------------------------------- | ------------- | ------ | --------- | --------- | --------- |
| Medalha de ouro   | Anastasiia Sammel / Mykyta Pogorielov  | Ucrânia       | 97.10  | 28.95 (1) | 26.31 (2) | 41.84 (1) |
| Medalha de prata  | Mariia Pinchuk / Oleg Muratov          | Ucrânia       | 84.97  | 26.43 (2) | 26.88 (1) | 31.66 (4) |
| Medalha de bronze | Vasilisa Grigoreva / Lev Sergeev       | Rússia        | 80.66  | 20.89 (3) | 20.75 (4) | 39.02 (3) |
| 4                 | Alisa Ovsiankina / Fedor Orekhov       | Rússia        | 78.56  | 16.77 (5) | 21.34 (3) | 40.45 (2) |
| 5                 | Zlata Martischanka / Uladzislau Sytsik | Bielorrússia  | 64.24  | 18.61 (4) | 17.49 (5) | 28.14 (5) |

## Quadro de medalhas
Sênior
| Ordem | País     | Medalha de ouro | Medalha de prata | Medalha de bronze |   | Ordem por total |
| ----- | -------- | --------------- | ---------------- | ----------------- | - | --------------- |
| 1     | Alemanha | 1               |                  | 1                 | 1 | 1               |
| 2     | Itália   |                 | 1                |                   | 1 | 2               |
| TOTAL | TOTAL    | 1               | 1                | 1                 | 3 | —               |

Geral
| Ordem | País     | Medalha de ouro | Medalha de prata | Medalha de bronze |    | Ordem por total |
| ----- | -------- | --------------- | ---------------- | ----------------- | -- | --------------- |
| 1     | Alemanha | 2               | 2                | 3                 | 7  | 1               |
| 2     | Ucrânia  | 2               | 1                |                   | 3  | 2               |
| 3     | Bulgária | 1               |                  |                   | 1  | 4               |
| 4     | Itália   |                 | 1                |                   | 1  | 4               |
| 4     | Lituânia |                 | 1                |                   | 1  | 4               |
| 6     | Rússia   |                 |                  | 2                 | 2  | 2               |
| TOTAL | TOTAL    | 5               | 5                | 5                 | 15 | —               |